# Osiedle Warszawskie (Poznań)

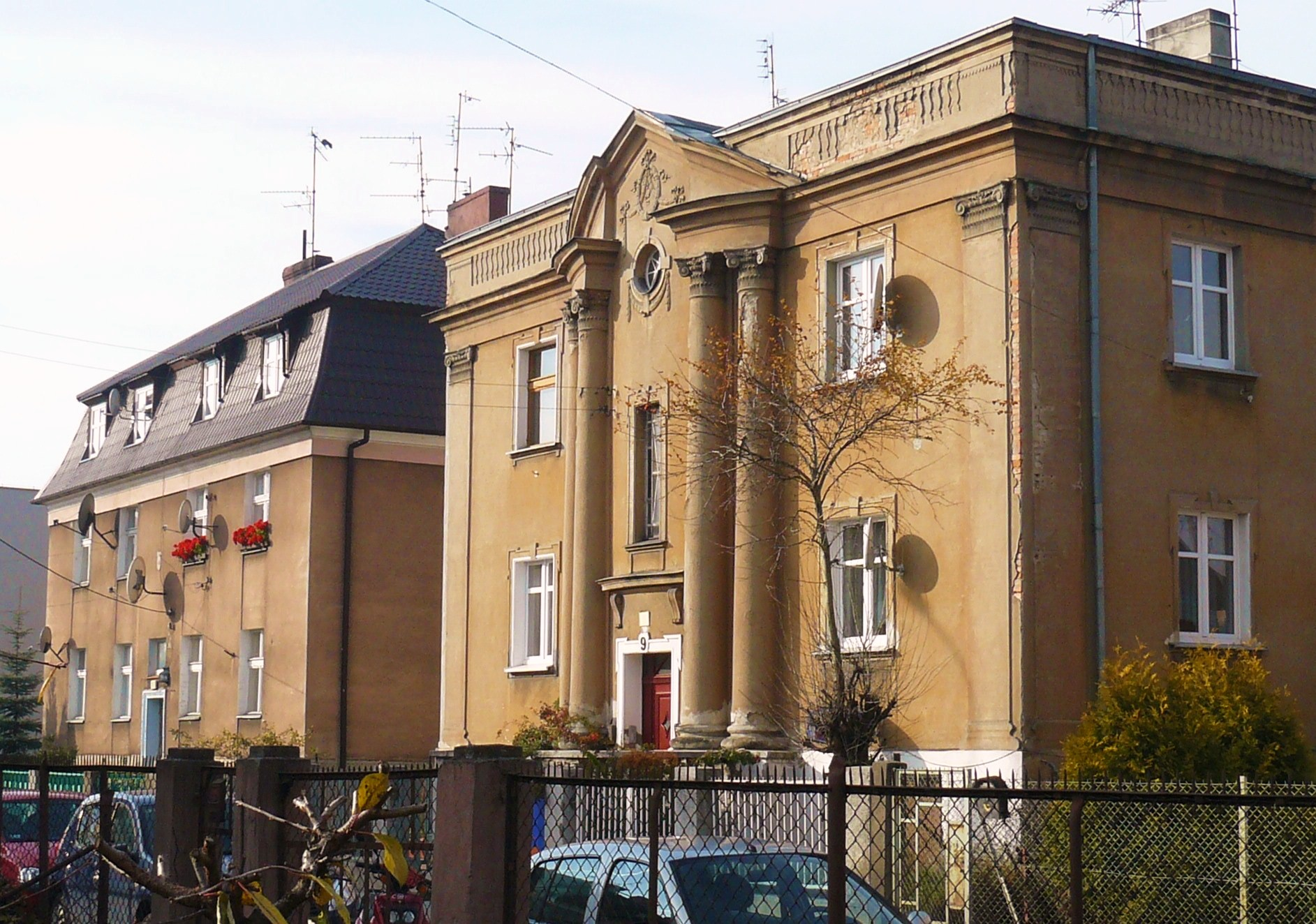
Ulica Kutnowska – wille międzywojenne (2010)

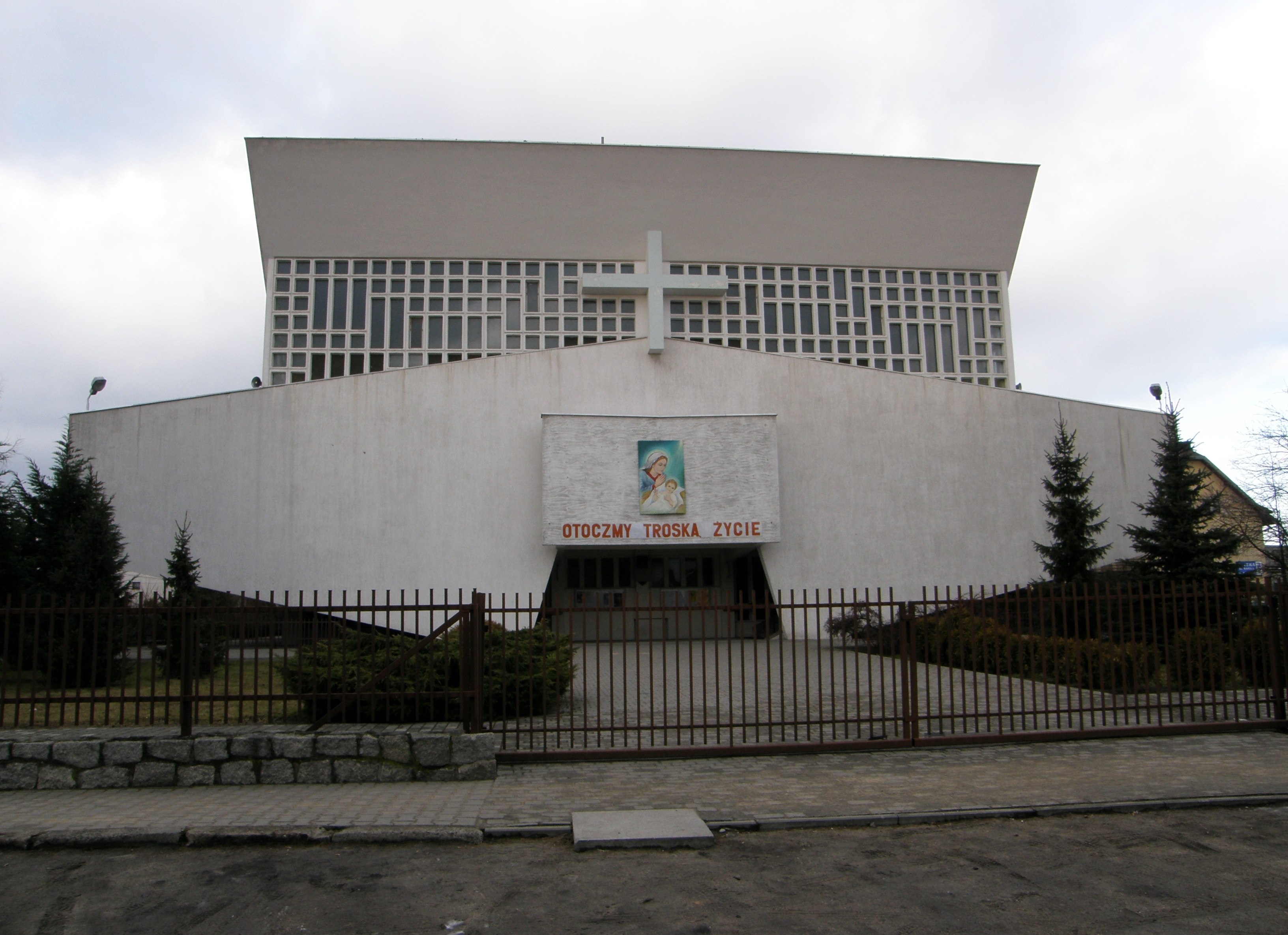
Kościół Chrystusa Odkupiciela (2009)

Osiedle Warszawskie – willowa część mieszkalna Poznania, a jednocześnie jednostka obszarowa Systemu Informacji Miejskiej (SIM), położona w obrębie osiedla samorządowego Warszawskie-Pomet-Maltańskie. Sąsiaduje z Osiedlem Pomet na zachodzie, Główną na północy, Miłostowem na wschodzie i Czekalskiem na południu (tę ostatnią część często utożsamia się z Osiedlem Warszawskim).

## Granice
Za Osiedle Warszawskie z reguły uważa się teren ograniczony ulicami: Krańcową na zachodzie, Warszawską na południu, Mogileńską na wschodzie i terenami Poznańskiej Fabryki Łożysk Tocznych na północy.

## Historia
Osiedle zostało zaprojektowane całkowicie od zera, jako samodzielna jednostka urbanistyczna w 1927, przez Sylwestra Pajzderskiego. Prace przygotowawcze nad projektem trwały już od 1925. Osiedle inspirowane było modnymi wówczas teoriami miasta-ogrodu, w tym realizowanym od 1922 w Warszawie, Żoliborzem Oficerskim.
Ulice osiedla stanowią w zasadzie układ symetryczny z centrum zlokalizowanym w rejonie styku ulicy Warszawskiej z Łowicką i Kutnowską. W rejonie tym miał pierwotnie powstać teren sportowy z boiskiem. W zabudowie dominowały tradycyjne, klasycyzujące wille miejskie, realizowane przede wszystkim dla klasy średniej, o spokojnej ornamentyce i funkcjonalnych rozwiązaniach, otoczone dość dużych rozmiarów ogrodami. Budowano je według wzorów typowych Banku Gospodarstwa Krajowego. Po wojnie, niezabudowane parcele, masowo wypełniono willami o skromnych cechach modernistycznych.
W 1935, z inicjatywy mieszkańców, wybudowano na osiedlu kościół pod wezwaniem Chrystusa Odkupiciela (ulica Kutnowska róg Toruńskiej) i modernistyczną szkołę podstawową (architekt Jerzy Tuszowski, 1936, rozbudowana w 1937 i nazwana im. Marszałka Józefa Piłsudskiego). W okresie międzywojennym, po ukończeniu gimnazjum, w miejscowej świetlicy Towarzystwa Czytelni Ludowych, z dziećmi pracowała Irena Bobowska. Z jej inicjatywy założono tam bibliotekę. W szkole w sezonie 1938/1939 uczyło się 722 uczniów w 15 oddziałach. Pierwszy kierownik szkoły – Tadeusz Maciejewski został zamordowany przez Niemców w obozie koncentracyjnym Mauthausen-Gusen.
W czasie wojny, przy ul. Mogileńskiej posadowiono baraki dla niemieckich uchodźców z bombardowanych miast Rzeszy (1944 – 1945).
W latach 1981–1983 wybudowano nowy kościół Chrystusa Odkupiciela (architekt Aleksander Holas), gdyż poprzedni stał się zbyt mały dla dynamicznie rozwijającej się parafii. Konsekracji dokonał arcybiskup Juliusz Paetz. Obiekt stoi przy ul. Czerniejewskiej. Stary kościół przy ul. Toruńskiej 8 funkcjonuje obecnie jako świątynia własna parafii greckokatolickiej pw. Opieki Matki Bożej. W pobliżu osiedla, w lesie na wschód od niego, stoi Dom Pomocy Społecznej.

## Toponimia
Nazwy ulic zlokalizowanych na terenie Osiedla Warszawskiego pochodzą praktycznie z jednej grupy toponimicznej: od nazw miejscowości północno-wschodniej Wielkopolski, Kujaw i części Mazowsza – np. Witkowska, Kolska, Radziejowska, czy Płocka.

## Komunikacja
Osiedle obsługiwane jest przez linie tramwajowe MPK Poznań, podążające w kierunku pętli Miłostowo – 6 i 8 (przystanki Krańcowa, Łomżyńska i Mogileńska – środkowy z nich posiada przejście podziemne pod ul. Warszawską – Tunel Łomżyński).

## Przyroda
W latach 60. XX wieku stwierdzono w pobliżu osiedla (w olszynach) występowanie rzadkiej rośliny – kruszczyka błotnego.